# Macho Man (노래)
〈Macho Man〉(마초맨)은 미국의 디스코 그룹 빌리지 피플의 노래로, 두 번째 정규 앨범 《Macho Man》의 수록곡이다.